# Gare de Nevers-les-Perrières
Gare de Nevers-les-Perrières vasútállomás Franciaországban, Nevers településen.

## Vasútvonalak
Az állomást az alábbi vasútvonalak érintik:
- Nevers-Chagny-vasútvonal

## Kapcsolódó állomások
A vasútállomáshoz az alábbi állomások vannak a legközelebb:
- Gare de Nevers-le-Banlay (Gare de Chagny, Nevers-Chagny-vasútvonal)
- Gare de Nevers (Gare de Nevers, Nevers-Chagny-vasútvonal)